# Hans R. Hahnloser
Hans Robert Hahnloser (* 13. Dezember 1899 in Winterthur; † 7. November 1974 in Bern) war ein Schweizer Kunsthistoriker.

## Leben
Hans R. Hahnlosers Vater Arthur Hahnloser praktizierte als Augenarzt, seine Mutter Hedy Hahnloser-Bühler hatte eine Ausbildung als Malerin absolviert. Die Eltern bewohnten die Winterthurer Villa Flora, in der sich auch die väterliche Praxis befand. Im Jahr 1918 schloss Hahnloser die Mittelschule der Stadt Winterthur mit der Matura ab. Anschliessend studierte er Kunstgeschichte an den Universitäten Zürich, Basel und Wien. Seine 1926 bei Julius von Schlosser vorgelegte Promotionsarbeit behandelte das Bauhüttenbuch des Villard de Honnecourt.

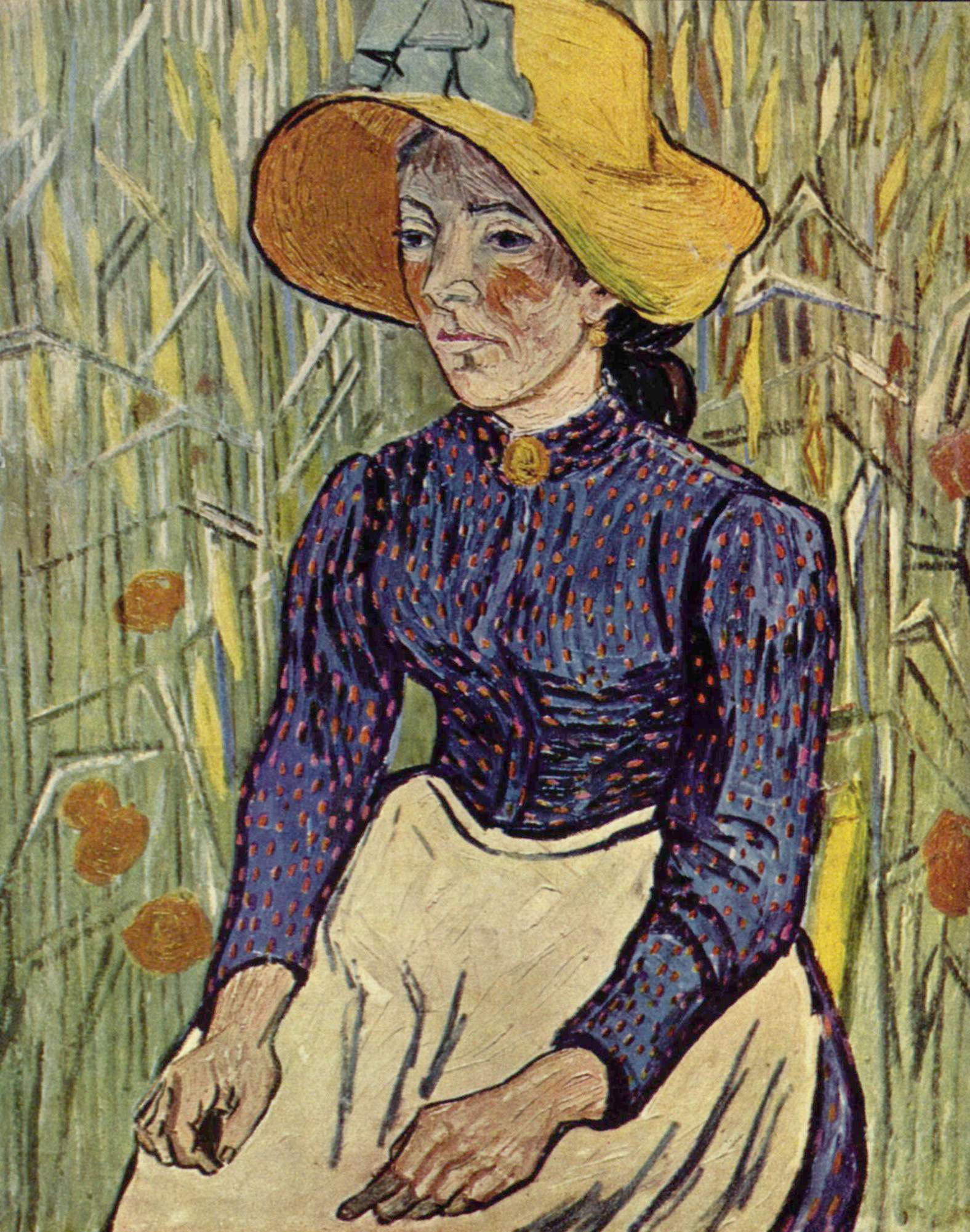
Vincent van Gogh: Junge Bäuerin mit Strohhut, vor einem Weizenfeld sitzend (1890), ehemals Sammlung Hans R. Hahnloser

Ab 1907 trugen seine Eltern eine der bedeutendsten Sammlungen moderner Kunst der Schweiz zusammen. Hahnloser konnte in seiner Jugend diese Kunstsammlung studieren, die künstlerischen Aktivitäten der Mutter beobachten und die in der Villa Flora verkehrenden Künstler kennen lernen. Ein Zeugnis hierfür ist das Doppelporträt der beiden Hahnloser-Kinder, das Félix Vallotton bei einem Besuch im Jahr 1912 schuf.
Hahnloser war seit 1929 mit der aus Bremen stammenden Magdalena Bertha Wilckens verheiratet. Aus dieser Ehe gingen vier Kinder hervor. Nach dem Tod seiner Eltern wurde deren Kunstsammlung zwischen ihm und seiner Schwester Lisa aufgeteilt. Während Teile der Sammlungen sich heute im Besitz der Hahnloser/Jaeggli Stiftung befinden, sind andere Teile nach wie vor in Familienbesitz und wurden in der Villa Flora in Winterthur gezeigt. Hingegen haben sich die Erben von Vincent van Goghs Gemälde Junge Bäuerin mit Stohhut, vor einem Weizenfeld sitzend getrennt, das sich seit 2005 in der Sammlung von Steven A. Cohen befindet.

## Wirken
Nach seiner Rückkehr in die Schweiz lehrte Hahnloser als Professor von 1934 bis 1968 Kunstgeschichte an der Universität Bern. 1938 und 1945 fungierte er zusätzlich als Dekan der Fakultät und stand 1956 bis 1957 als Rektor der Universität vor. Von 1957 bis 1966 leitete er als Präsident die Gesellschaft für Schweizerische Kunstgeschichte. Zudem war er Mitglied des Schweizerischen Nationalfonds’ und des Comité International d’Histoire de l’Art.
Von 1938 bis 1947 leitete Hahnloser die Ausgrabungen und Restaurierungen des ehemaligen Cluniazenserpriorats Rüeggisberg. Seine weitere Forschungstätigkeit widmete er den Chorfenstern und Altären des Berner Münsters. Zusammen mit befreundeten Kunsthistorikern initiierte er das Inventarisationsprojekt für europäischen Glasgemälde des Mittelalters Corpus Vitrearum Medii Aevi, das heute bei der Union Académique Internationale angesiedelt ist. Zudem verfasste er im Auftrag der Fondazione Giorgio Cini die Neuinventarisierung des Kirchenschatzes des Markusdoms in Venedig. Neben seinen zahlreichen Publikationen zur Kunst des Mittelalters verfasste Hahnloser auch einige Schriften über Moderne Kunst, die sich aus dem Kontext der elterlichen Sammlung ergaben.
Zu den bekanntesten Studenten von Hahnloser gehören der spätere Leiter der Kunsthalle Bern und Ausstellungskurator Harald Szeemann, der spätere Direktor des Kunstmuseums Bern Hans Christoph von Tavel, sowie Robert L. Wyss, später Direktor des Historischen Museums Bern. Zudem studierten bei ihm die späteren Professoren Ellen Beer, Luc Mojon, Marcel Roethlisberger, Rudolf Schnyder und Paul Hofer.

## Mitgliedschaften
1970 wurde er zum Mitglied der Académie royale des Sciences, des Lettres et des Beaux-Arts de Belgique (Classe des Beaux-Arts) gewählt.

## Veröffentlichungen (Auswahl)
- Das Musterbuch von Wolfenbüttel. Gesellschaft für Vervielfältigende Kunst, Wien 1929.
- Villard de Honnecourt. Kritische Gesamtausgabe des Bauhüttenbuches […]. Schroll, Wien 1935; 2. Auflage Graz 1972.
- Das Cluniazenserpriorat Rüeggisberg. Gesellschaft für Schweizerische Kunstgeschichte/Birkhäuser, Basel 1947.
- Chorfenster und Altäre des Berner Münsters. Benteli, Bern 1950.
- Das Berner Münster. Gesellschaft für Schweizerische Kunstgeschichte, Basel 1954.
- Werke aus der Sammlung Hahnloser. Conzett & Huber, Zürich 1956.
- Groupe des Nabis, Epoque 1900. Maison Pulliérane, Pully 1963.
- Adolf Herbst : die erste umfassende Monografie des Malers Adolf Herbst. ABC Verlag, Zürich 1974, ISBN 3-85504-033-8.
- Corpus der Hartsteinschliffe des 12.–15. Jahrhunderts. Deutscher Verlag für Kunstwissenschaft, Berlin 1985, ISBN 3-87157-101-6.
- La pala d’oro. Canal & Stamperia, Venedig 1994, ISBN 88-86502-01-X.